# Horváth Jácint
Horváth Jácint (Nagykanizsa,  1976. augusztus 8. –) magyar közgazdász, politikus, 2024 óta Nagykanizsa polgármestere.

## Élete
Általános és középiskolai tanulmányait Nagykanizsán végezte. 1995-ben érettségizett a Landler Jenő Gimnáziumban. 2000-ben a Szent István Egyetemen környezetgazdálkodási szakán szerzett diplomát területi tervezés szakirányon. 2004-ben mérnök-közgazdászként diplomázott a Nyugat-Magyarországi Egyetemen.
2003-tól kezdve a Nyugat-dunántúli Regionális Fejlesztési Ügynökségnél kezdett el dolgozni mint területi tervező. 
2014-től kezdve önkormányzati képviselő Nagykanizsán. A 2018-as országgyűlési választáson a Demokratikus Koalíció jelöltje volt a Zala vármegyei (2022-ig: megyei) 3. számú választókerületben.
A 2024-es önkormányzati választáson az ellenzék közös polgármester-jelöltje volt. A választást végül a szavazatok 47,86%-ával megnyerte, ezzel ő lett Nagykanizsa megyei jogú város polgármestere.
A Demokratikus Koalíció tagja.